# Vlag van Oosterbroek

Vlag van de gemeente Oosterbroek
(1979-1990)

De vlag van Oosterbroek werd op 12 november 1979 door de gemeenteraad van Oosterbroek vastgesteld als gemeentevlag.
De vlag verviel als gemeentevlag toen op 1 januari 1990 Oosterbroek werd samengevoegd met de gemeenten Meeden en Muntendam tot de gemeente Menterwolde, aanvankelijk onder de naam Oosterbroek. Deze gemeente is vervolgens op 1 januari 2018 opgegaan in de gemeente Midden-Groningen.

## Beschrijving en verklaring
De vlag kan als volgt worden beschreven:
Drie banen van gelijke hoogte in blauw, wit en groen, met over het geheel op de broekhelft drie aan elkaar geschakelde ringen, de middelste met een diameter van de halve vlaghoogte, de bovenste en onderste met een hoogte van 1/3 van de vlaghoogte.
De kleuren zijn ontleend aan de gemeentewapens van de twee gemeenten waaruit Oosterbroek is ontstaan: Noordbroek en Zuidbroek. De ringen zijn afkomstig uit het wapen van Oosterbroek en hebben een dubbele betekenis; allereerst symboliseren ze de samenvoeging van de gemeenten Noord- en Zuidbroek tot een grote gemeente Oosterbroek. Daarnaast symboliseren ze ook de vondst van een kringurnenveld in de gemeente.

## Verwante afbeeldingen

Het wapen van Noordbroek
Het wapen van Zuidbroek
Het wapen van Oosterbroek